# روسيا الجديدة (مركز تجاري)
روسيا الجديدة (بالروسية: Новороссийск)‏ تُعرف أيضًا باسم نوفاراسي وسلافاراسي وسلافوروسيا ومستعمرة ياكوتات ومستوطنة ياكوتات)، كانت مركزًا لتجارة الفراء البحري ومستعمرة عقابية أنشأها الروس عام 1796 فيما يعرف الآن باسم بلدة ياكوتات في ألاسكا.:15–16 من المفترض أنها سميت باسم سفينة جوزيف بيلينغز سلافا روسي، أو «مجد روسيا».
تم الهجوم على الموقع وتدميره من قِبل قبيلة تلينغيت في عام 1805. تألفت المستوطنة من 7 مباني داخل مستودع، و5 مباني بالخارج. تم إحراق المباني في عام 1805، ولم يتم احتلال الموقع مرة أخرى. تمثل الأحداث في روسيا الجديدة لحظة محورية في العلاقات بين روسيا وتلينغيت. وباعتباره موقعًا أثريًا، فقد تم إعلانه معلمًا تاريخيًا في عام 1978.

## الوصف والتاريخ
يقع موقع روسيا الجديدة خارج مدينة ياكوتات في شبه جزيرة فيبس، وهي بقعة مستنقع من الأرض تشكل الحافة الجنوبية الشرقية لخليج ياكوتات. يقع الموقع على الساحل المواجه للجنوب في شبه الجزيرة، وهو محصور بين المحيط الهادئ ومجموعة من بحيرات المياه المالحة تدعى أنكاو سالتشاكس. الموقع الآن مليء بالغابات، مع القليل من الأدلة المرئية على الاحتلال البشري، خارج قسم حائط واحد سجل خلال مسح أثري حكومي في عام 1971. تشمل القطع الأثرية الموجودة أسفل الموقع طبقة من الفحم، ودليلًا واضحًا على حدوث حريق كبير في الموقع، وقد أُبلغ عنه محليًا منذ فترة طويلة كمصدر لأنواع أخرى من القطع الأثرية، بما في ذلك المدافع وخردة الحديد.
تأسست روسيا الجديدة في عام 1796 من قبل الشركة الروسية الأمريكية كواحدة من سلسلة من البؤر الاستيطانية والمستوطنات الممتدة جنوبًا مثل سيتكا القديمة (التي أطلق عليها الروس «ريدوبت سانت آركانجيل مايكل»). تم التفكير في موقع ياكوتات كموقع محتمل لعاصمة أمريكا الروسية. تم شراء الأرض من سكان قبيلة تلينغيت المحلية من قبل ألكساندر بارانوف في عام 1794، مع التخطيط للإستيطان في العام التالي. تم إيقاف محاولة الاستيطان عام 1795 بسبب عداء قبيلة تلينغيت لطرف الصيد الذي أرسل إلى المنطقة قبل المستوطنين. هبطت مجموعة مستوطنة تضم 192 روسيًا في يونيو 1796؛ لقد بنوا في تلك السنة مبنيين كبيرين، وسورًا، وحصنًا.
بحلول عام 1805، نمت المستوطنة لتشمل سبعة مبانٍ داخل السور، وخمسة خارجية، وقد كان هناك حوضًا صغيرًا لبناء سفن قام ببناء قاربين. ظل أفراد قبيلة تلينغيت ينظرون بعداء تجاه المستوطنين حيث شنوا هجمات متفرقة على أطراف الصيد. في عام 1802، شنت قبيلة تلينغيت هجومًا كبيرًا على معقل ريدوبت سانت آركانجيل مايكل دمر تلك المستوطنة. نظم ألكساندر بارانوف ردًا على هذا الهجوم، واستخدم موقع روسيا الجديدة كنقطة انطلاق لعملية العام 1804 التي أسفرت عن تأسيس سيتكا في الوقت الحاضر. في 1805 هاجمت قبيلة تلينغيت مستوطنة روسيا الجديدة. تم حرق المستوطنة وذبح جميع شاغليها باستثناء عدد قليل من النساء والأطفال. لم يعاد احتلال الموقع.
بعد الهجوم، منعت تلينغيت بنجاح الروس من اختراق خليج ياكوتات، ولم تحظ المنطقة باهتمام كبير. لاحظ التجار الأمريكيون الزائرون في سبعينيات القرن التاسع عشر أن ثقوب القبو في الموقع بها أشجار بقطر 2 قدم (0.61 م) تنمو منها. تم إدراج الموقع في السجل الوطني للأماكن التاريخية في عام 1972، وتم تعيينه معلمًا تاريخيًا وطنيًا في عام 1978.